# Gorja d'Aradena

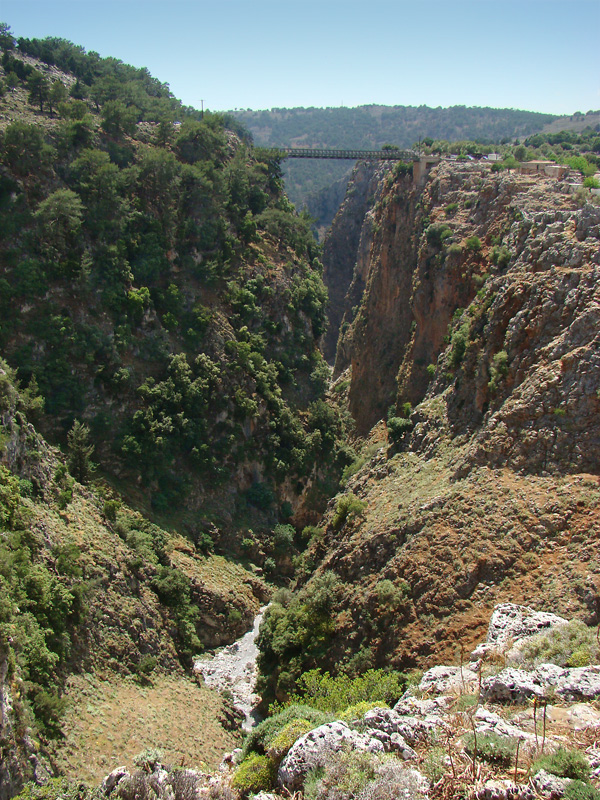
La Gorja d'Aradena i el pont de Vardinogiannis

La Gorja d'Aradena (grec Φαράγγι Αραδαίνας [fa'ɾaɟi aɾa'ðenas]) és una gorja a Sfakià, al sud-oest de Creta. L'origen és al poble d'Aradena, i el final és a la platja de Màrmara, a la costa del mar de Líbia. Un antic camí de mules que baixa fent ziga-zagues era l'única manera de creuar el canyó fins que el 1986 es va construir un pont de bigues d'acer i planxes de fusta, que va pagar un cretenc emigrat als Estats Units anomenat Vardinogiannis, fill del poble veí d'Anopolis. El pont sobre la gorja, amb un buit de 138 m, s'ha convertit en un lloc ideal per fer-hi salt de pont.